# لوبین کویافسکی
لوبین کویافسکی (به لاتین: Lubień Kujawski) یک شهرک در لهستان است که در شهرستان ووتس‌واوک واقع شده‌است.

## خصوصیات
لوبین کویافسکی ۲٫۳۱ کیلومترمربع مساحت و ۱٬۲۹۳ نفر جمعیت دارد.